# Uefa Nations League
Uppslagsordet ”Nations League” leder hit. För damernas turnering, se Uefa Women's Nations League. För Concacafs turnering, se Concacaf Nations League.
Uefa Nations League (eller Uefa League of Nations) är en fotbollsturnering för Uefa-medlemmarnas herrlandslag som spelas vartannat år. Den första turneringen började att spelas hösten 2018 och turneringen ersätter bland annat mestadels internationella vänskapsmatcher.
De fyra gruppvinnarna från Division A spelar ett slutspel och gör upp om titeln som mästare. Fyra lag, ett från varje division, kommer också att vid den första upplagan kvalificera sig till Europamästerskapet i fotboll 2020.

## Införande
I oktober 2013 bekräftade Yngve Hallén, president över Norges fotbollsförbund, att diskussioner hade ägt rum om att skapa en tredje landslagsturnering för Uefas medlemmar utöver Världsmästerskapet i fotboll för herrar och Europamästerskapet i fotboll för herrar.
Konceptet med Uefa Nations League var att samtliga 55 av Uefas medlemsländer skulle delas in i ett antal grupper baserat på en ranking som grundar sig på deras senaste resultat, där de skulle bli uppflyttade och relegerade till andra grupper efter deras resultat inom deras specifika grupp. Den föreslagna turneringen skulle äga rum på datum tillhörande Fifas Internationella Matchkalender, som tidigare användes för internationella vänskapsmatcher och som inte skulle ha någon påverkan på VM eller EM.
I mars 2014 påpekade Gianni Infantino, Uefas dåvarande generalsekreterare, att en av fördelarna med förslaget skulle vara att hjälpa mindre åtråvärda medlemsförbund att arrangera matcher.
Belgiens kungliga fotbollsförbunds generalsekreterare Steven Martens påpekade att lägre rankade nationer fortfarande skulle dra finansiell nytta av turneringens, då televisionskontraktet med Uefa skulle centraliseras. Samtliga 54 medlemsförbund (Kosovo var vid tillfället inte en Uefa-medlem) var eniga om att införa Uefa Nations League vid XXXVIII Ordinary UEFA Congress i Astana den 27 mars 2014.

## Trofé
Den trofé som det vinnande laget ska få visades första gången upp under den första lottningen av grupperna i Lausanne, Schweiz, 2018. Trofén representerar alla Uefas medlemsländer och är gjord av sterlingsilver, den väger 7.5kg och är 71cm hög.

## Hymn
Den officiella hymnen för Uefa Nations League spelades in av nederländska Radio Filharmonisch Orkest, sjungen på Latin. Det är en mix av klassisk och elektronisk musik, och spelas upp när spelarna marscherar in på fotbollsplanen. Kompositörerna är Giorgio Tuinfort och Franck van der Heijden.

## Säsonger
Varje säsong av Uefa Nations League spelas vanligtvis från september till november på år som slutar med ett jämnt årtal (gruppspels-fasen), samt i juni därpå som i sin tur slutar på ett ojämnt årtal (slutspels-fasen av Division A) vilket innebär att en Uefa Nations League mästare blir krönt vartannat år. Ett undantag kommer att göras under säsongen 2022/2023 då gruppspels-fasen kommer att spelas mellan juni och september 2022 eftersom VM 2022 kommer att spelas i slutet av året.

## Nationer
Indelning per säsongen 2024/2025
| League A - Belgien - Bosnien och Hercegovina - Danmark - Frankrike - Israel - Italien - Kroatien - Nederländerna - Polen - Portugal - Schweiz - Serbien - Skottland - Spanien - Tyskland - Ungern | League B - Albanien - England - Finland - Georgien - Grekland - Irland - Island - Kazakstan - Montenegro - Norge - Slovenien - Turkiet - Tjeckien - Ukraina - Wales - Österrike | League C - Armenien - Azerbajdzjan - Belarus - Bulgarien - Cypern - Estland - Färöarna - Kosovo - Lettland - Litauen - Luxemburg - Nordirland - Nordmakedonien - Rumänien - Slovakien - Sverige | League D - Andorra - Gibraltar - Liechtenstein - Malta - Moldavien - San Marino |

## Finaler
| År        | Värdnation (slutspel) | Final     | Final          | Final         | Match om tredjepris | Match om tredjepris | Match om tredjepris |
| År        | Värdnation (slutspel) | Vinnare   | Resultat       | Tvåa          | Trea                | Resultat            | Fyra                |
| --------- | --------------------- | --------- | -------------- | ------------- | ------------------- | ------------------- | ------------------- |
| 2018/2019 | Portugal              | Portugal  | 1–0            | Nederländerna | England             | 0–0 (6–5 str.)      | Schweiz             |
| 2020/2021 | Italien               | Frankrike | 2–1            | Spanien       | Italien             | 2–1                 | Belgien             |
| 2022/2023 | Nederländerna         | Spanien   | 0–0 (5–4 str.) | Kroatien      | Italien             | 3–2                 | Nederländerna       |
| 2024/2025 | Tyskland              | Portugal  | 2–2 (5–3 str.) | Spanien       | Frankrike           | 2–0                 | Tyskland            |

### Prestationer per nation
| Nation        | Vinnare         | Tvåa           | Trea           | Fyra     |
| ------------- | --------------- | -------------- | -------------- | -------- |
| Portugal      | 2 (2019, 2025 ) |                |                |          |
| Spanien       | 1 (2023)        | 2 (2021, 2025) |                |          |
| Frankrike     | 1 (2021)        |                | 1 (2025)       |          |
| Nederländerna |                 | 1 (2019)       |                | 1 (2023) |
| Kroatien      |                 | 1 (2023)       |                |          |
| Italien       |                 |                | 2 (2021, 2023) |          |
| England       |                 |                | 1 (2019)       |          |
| Schweiz       |                 |                |                | 1 (2019) |
| Belgien       |                 |                |                | 1 (2021) |
| Tyskland      |                 |                |                | 1 (2025) |

## Anmärkningslista
1. 1 2 3 4  Värd.